# Simias concolor
Simias concolor é um Macaco do Velho Mundo, que possui longos braços adaptados a escalar. Sua pelagem é preta-amarronzada, a face sem pelos é preta. É o único colobíneo a ter cauda relativamente curta; contendo poucos pelos e tendo cerca de 15 cm de comprimento. O nariz é curto e empinado. Simias concolor pode ter até 50 cm de comprimento e pesar 7 kg. Tradicionalmente, foi colocado dentro do gênero Nasalis - uma classificação ainda preferida por alguns.
Esse primata vive apenas nas Ilhas Mentawai, onde é conhecido por simakobou em Siberut e como simasepsep nas ilhas ao sul de Sipura, Pagai do Norte e Pagai do Sul. Essas últimas ilhas são os principais locais em que ocorrem. É um animal diurno e arborícola, e raramente desce ao chão. Vive em grupos pequenos, entre 3 e 8 animais, que consistem de um macho, com uma ou mais fêmeas, e seus filhotes. A dieta consiste basicamente de folhas e em menor grau, frutas e sementes. Não se conhece a cerca de sua reprodução.
Esta entre os 25 primatas mais ameaçados do mundo.

## Subspécies
- Gênero Simias 
  - Simias concolor
    - Simias concolor concolor
    - Simias concolor siberu